# Johannes-Sebastian Strauss
Johannes-Sebastian Strauss (* 1965 in Berlin) ist ein deutscher Gitarrist, Sänger, Komponist und Autor.

## Leben
Strauss besuchte in Berlin von 1977 bis 1979 die Musikschule Wilmersdorf in der Pariser Straße. Nach der Teilnahme an einer Schülerband, aus der Plan B hervor gegangen ist, gründete Strauss 1978 seine erste musikalische Formation, das Rock'n'Roll Trio Berlin, mit Liedern von Jerry Lee Lewis. Im Sommer 1986 begann er als Sänger bei der Berliner Rockabilly-Country Band The Sundowners-Berlin und etablierte sich somit bei der ersten Generation von Musikern des Rockabilly-Revivals in Deutschland.
Ab 1988 begann eine langjährige musikalische Kooperation mit dem Rockabilly Rasputin Johnny Legend, mit dem Konzerte hauptsächlich in Deutschland und den Niederlanden stattfanden. Im 9. Juni 1992 bekamen Strauss mit den Sundowners die Gelegenheit anlässlich der 21th Anniversary-Party des Hard Rock Café Carl Perkins in Berlin zu begleitet. Drei Tage zuvor hatte George Harrison den Part des begleitenden Gitarristen in London übernommen. 1992 nahm die Band Nimm 4, die sich aus rechtlichen Gründen in Die Reifeprüfer umbenennen mussten, am „Sony UX-S Talent Award“ teil, zu dem das Video U-Bahn fahr’n produziert wurde und in Jochen Bendel Musiksendung POP auf TV Tele 5 ausgestrahlt wurde.
1997 lernte Strauss Ray van Zeschau kennen, wo er temporär für van Zeschaus Band Ray & The Rockets spielte und nebenher für das gemeinsame Band-Projekt The Legendary Rockin’ Satellites. Neben seiner Tätigkeit als Musiker, war er zudem als Booker und Promoter im Club Tränenpalast und im Huxley’s tätig. Nach der Jahrtausendwende gründete Strauss die Band „Big Bad Shakin’“, die mit Wanda Jackson tourten, sowie die Hannes & The Vinyl Freaks, mit denen er 2006 erstmals auf US-Tour ging und u. a. am 7. Rockabilly Festival in Jackson (Tennessee) teilnahmen.
2007 folgten Aufnahmen zu der Platte The SUN recordings and more im legendären SUN Studio in Memphis (Tennessee), für die er für einen Song auch Wanda Jackson gewinnen konnte, die im Folgejahr bei TCY Records in der Schweiz veröffentlicht wurde. 2008 begleite Strauss, diesmal mit den Vinyl Freaks, abermals Wanda Jackson auf ihrer Tournee. Von 2002 bis 2007 begleitete er mit „Big Bad Shakin´“ den Schauspieler Rolf Zacher, der zu seinen Lesungen Songs von Gene Vincent, Jerry Lee Lewis und Elvis Presley zum Besten gab. 2007 gründete er die Swingband Long John & his Ballroom Kings. 2011 bekam Strauß, mit Mitmusikern der Long John & his Ballroom Kings, ein sechsmonatiges Dauerengagement für die Show Peppermint Club am Wintergarten Theater in Berlin, in der sie als Mint Tones in der Show Peppermint Club an 140 Abenden vor über 55.000 Zuschauer auftraten. Abgesehen von diversen kurzen Jam Sessions unter anderem mit High Noon aus Texas (1994) ging Strauss auf Tournee oder spielte einzelne Konzerte mit Johnny Legend (1989–1999), Carl Perkins (1992), Ray Campi (1994, 1997), Sleepy LaBeef (1996), Marvin Rainwater (1996), Wanda Jackson (2005, 2007), Huelyn Duvall (2003, 2016), Rolf Zacher (2002–2007).
Unter dem Kürzel HoH (für Hombre Hannez) rezensierte er für das tip Stadtmagazin Berlin und auch 20 Jahre (1995–2015) Tonträger für das Dynamite-The World of R'n'R Musikmagazin. Im Januar 2010 etablierte Strauß eine unregelmäßige Swingmusik-Veranstaltungen unter dem Motto Capital Swing unter anderem im Ballhaus Berlin in der Chausseestraße, um seiner Swingband Long John & his Ballroom Kings regelmäßige Shows und jedes Mal neue Musikgäste ermöglichen zu können.
Bedingt durch COVID-19 nutzte Strauss die lange Pause in der Unterhaltungsbranche und schrieb drei Bücher, von denen im Dezember 2023 ein Buch beim Berlin Concert Verlag publiziert wurde mit dem Titel "Der Star der vom Himmel fiel - Wolfgang Müller". Mit diesem Buch über den Cousin seines Vaters, Wolfgang Müller, und einem Pianisten begann Strauss, mit dem Duo der Firlefanzbrüder, ab 2022 in der Kabarett-Szene aufzutreten. Seit 2023 folgten bunte Abende unter der Leitung von Arnulf Rating in Berlin bei den Wühlmäusen beim Blauer Montag und in Frankfurt/Oder im Kleistforum beim Blauer Mittwoch, siehe YouTube.
Johannes-Sebastian Strauss lebt und arbeitet in Berlin.

## Tonträger (Auswahl)
- 1989 The Sundowners-Berlin, „Uranium Rock“, compilation: Best of Neo Rockabilly Vol.7, Rockhouse Rec. Netherland, 12" vinyl VÖ1989, CD VÖ1992, compilation
- 1994 Johnny Legend & the Sundowners, „Are You Hep To It“, live im Knust Hamburg, feat.: Johnny Legend, Part Rec. GER/Dynamite Magazine 7" Vinyl, (flip side: "High Noon", USA)
- 1994 Doc Thomas & his Honky Tonkin’ Music Lovers, „John Henry“, Part Rec. GER/Dynamite Magazine, 7" Vinyl, (flip side: Rose Maddox, USA)
- 1995 The Sundowners-Berlin, „Wrong Side Of The Tracks“, compilation: Guitar Riot, Apecall009, Jungle Noise Rec. GER, 12" Vinyl, compilation
- 1995 Doc Thomas & his Honky Tonkin’ Music Lovers, „Jimmy’s Diner“, feat.: Ray Campi (USA), Part  Rec. GER, 7" Vinyl EP
- 1995 Doc Thomas & his Honky Tonkin’ Music Lovers, „Hillbilly Passion“ feat. Ray Campi (USA), ARCD001, Armadillo Rec. Switzerland, CD
- 1996 Doc Thomas & his Honky Tonkin’ Music Lovers, „Ich kam aus Alabama“, compilation "Das Beste des Deutschen Rockabilly ’96", Part Rec. GER, 10" Vinyl, compilation
- 2002 Big Bad Shakin’ „Oh Babe“, compilation: Best of Fury R’n’R, Fury Rec. UK, CD compilation
- 2003 Big Bad Shakin’ „Bad At Being Good“, 17 Songs, RAUCD150, Raucous Rec. UK, CD
- 2006 Hannes & the (Blue) Vinyl Freaks „R’n’R All Night“, Part Rec. GER/Dynamite Magazine Nr. 47, CD compilation
- 2007 Hombre Hannez & the Pink Shots, „Jeanny Got Lost“, Part Rec. GER/Dynamite Magazine Nr. 50, CD compilation
- 2007 Hannes & the (Blue) Vinyl Freaks, „Dance Baby Dance“, Demo version 2006, Part Rec. GER/Dynamite Magazine Nr. 50, CD compilation
- 2007 Hannes & the (Blue) Vinyl Freaks, „Dance Baby Dance“, Cajun version rbb Radio 1, Part Rec. GER/Dynamite Magazine Nr. 55, CD compilation
- 2008 Hannes & the (Blue) Vinyl Freaks, „The SUN recordings and more“, feat.: Wanda Jackson (USA), TCY Rec. Switzerland, LC18609/IRSC 18609, CD
- 2009 Hannes & the (Blue) Vinyl Freaks, „Dance Baby Dance“, SUN, Memphis USA, compilation: Country Music Messe 2009, Bluebird Café Berlin Rec. GER, CD 09-0036, LC11845, CD compilation
- 2010 Long John & his Ballroom Kings, „Rip It Up“, compilation: Walldorf R’n’R Weekender Soundtrack, Part Rec. GER, CD compilation
- 2012 Long John & his Ballroom Kings, „Hep Cat Baby“/„Dragnet“, 7" vinyl, Mirgraine Rec. GER, 7" Vinyl
- 2015 Long John & his Ballroom Kings, „Blue Suede Shoes“ (feat. Huelyn Duvall, USA)/„Is It True What They Say About Dixie“, 7" Vinyl, Rydell’s Rec. France
- 2016 Long John & his Ballroom Kings, „Blue Suede Shoes“, "60 Minute Man", compilation "Zum Schwarzen Raben – die Musik", Zerberus Music GER, LC13470, CD compilation
- 2017 Long John & his Ballroom Kings, „Pucker Paint“ (feat. Huelyn Duvall, USA)/„Marty The Duke's Blues“, CJRO Rec. England, 7" Vinyl
- 2024 Long John & his Ballroom Kings, „Pucker Paint“ (feat. Huelyn Duvall, USA), compilation "Hueyln Duvall - You Knock Me Out", Atomicat Records Ireland, ACCD143, Ireland, CD compilation